# 엘리자베스 오밀라미

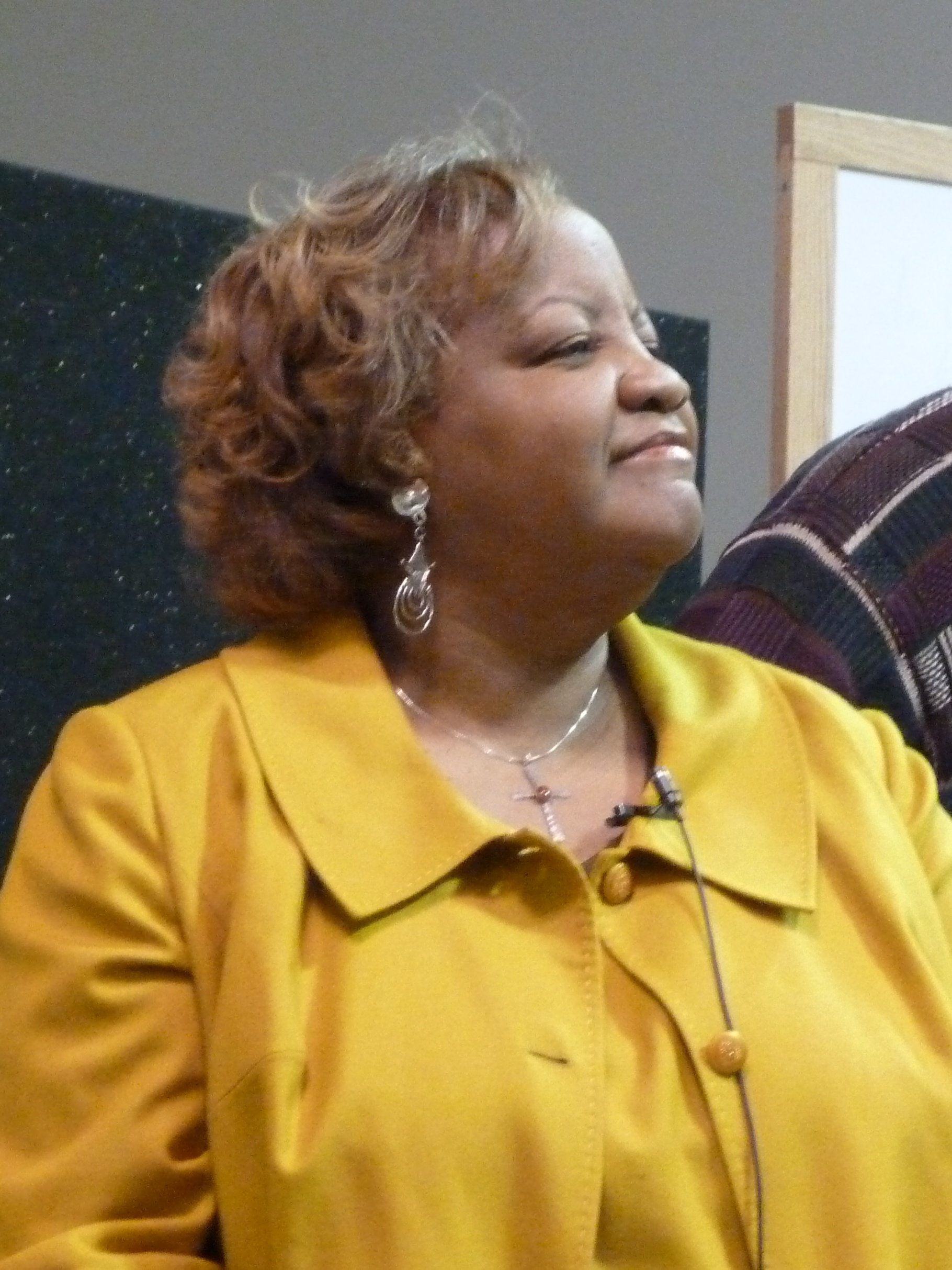

엘리자베스 오밀라미(Elisabeth Omilami, 1951년 2월 18일 ~ )는 미국의 배우, 인권운동가, 목사, 극작가, 작가이다.
애틀랜타에서 태어났다.

## 출연 작품
- 더 빌 콜렉터 (2010년)
- 블라인드 사이드 (2009년)
- 더 리스트 (2007년)
- 마디아 가족의 재결합 (2006년)
- 글로리 로드 (2006년)
- 바비존스, 스트로크 오브 지니어스 (2004년)
- 레이 (2004년)
- 보이콧 (2001년)
- Flash (1997)
- 써든 테러 (1996년)
- 타임 투 킬 (1996년)
- 라스트 댄스 (1996년)
- FBI 기동 타격대 4 (1992년)
- 미로의 끝 (1990년)

### 텔레비전
- In the Heat of the Night (1989-90)